# Hispaniella
Hispaniella es un género de orquídeas perteneciente a la subfamilia Epidendroideae dentro de la familia Orchidaceae. Tiene una especie. 

## Especies seleccionadas
| - Hispaniella henekenii (Schomb.ex Ldl.) G.J.Braem |